# 박봉곤 가출 사건
《박봉곤 가출사건》은 1996년에 개봉한 대한민국의 영화이다.

## 캐스팅
- 안성기 : X 역
- 심혜진 : 박봉곤 역
- 권병길 : 춘광 역
- 여균동 : 최희재 역
- 최지우 : 은선 역
- 오현철 : 최석구 역
- 정원중 : 초록 역
- 김동수 : 산쵸 역
- 권용운 : 눈물 역
- 신충식 : 고 사장 역
- 박철민 : 달중 역
- 이인철 : 지배인 역
- 주원성 : 춤선생 역
- 김일우 : X의 부모 역
- 이영희 : X의 부모 역
- 조미혜 : 미스 서 역
- 추봉 : 김 노인 역
- 문미봉 : 노파 역
- 장인한 : 오 노인 역
- 장항준 : 오씨 손자 역
- 김준홍 : 비맞는 경찰 역
- 최일순 : 임 코치 역
- 최선중 : 석구 담임 역
- 노현정 : 오 선생 역
- 정성갑 : 강력계형사 역
- 차영옥 : 슈퍼여자 역
- 이연규 : 슈퍼여자 역
- 추은주 : 혜수 역
- 이수연 : 말숙 역
- 이춘영 : 춘식 역
- 박준현 : 생선장수 역
- 김준종 : 이발사 역
- 김경범 : 철가방 역
- 김건호 : 설렁탕아저씨 역
- 정지현 : 불량배 역
- 류장하 : 불량배 역
- 원승제 : 어린 X 역
- 김성호 : 어린 X 역
- 정희경 : X의 아내 역
- 맹봉학 : X아내의 새남편 역
- 인영미 : 검은 옷의 여인 역
- 신옥숙 : 봉곤 모 역
- 김산내 : 봉곤 친구 역
- 서은선 : 봉곤 친구 역
- 민경희 : 학부모 역
- 조훈휘 : 박용찬 아들 역
- 고진명 : 집주인 역
- 이정옥 : 행상인 역
- 임득춘 : 세탁소주인 역
- 윤덕병 : 우체부 역
- 김대희 : 비디오가게주인 역
- 박주리 : X의 담임 역
- 문성일 : 피자배달부 역
- 권동희 : 악단 역
- 김동하 : 악단 역
- 강현구 : 악단 역
- 김동민 : 박철순 닮은 남자 역
- 고영도 : 대포집남자 역
- 손민석 : 사회자 역
- 이미정 : 무희 역
- 김은향 : 무희 역
- 김진희 : 무희 역
- 장원석 : 웨이터 역
- 김시내 : 가수 역
- 박선옥 : 초록의 여자 역
- 박용팔 : 수위 역
- 홍선영 : 국밥집 주인 역
- 신동환 : 바텐더 역
- 천윤기 : 취객 역
- 성민수 : 포장마차 깡패 역
- 이범준 : 포장마차 깡패 역
- 명계남 : 택시기사 역 (특별출연)
- 배장수 : 주방장 역 (특별출연)
- 신철진 : 오씨 역 (특별출연)
- 최종원 : 봉곤의 선생 역 (특별출연)
- 차영옥 : 슈퍼여자 역 (특별출연)
- 한상준 : 피아노주자 역 (특별출연)
- 이희용 : 주방장 보조 역 (특별출연)

## 수상
- 1996년 제17회 청룡영화상
  - 여우주연상 - 심혜진

## 흥행 순위
|  | 1996년도 한국영화 흥행순위 TOP 10 (서울 관람객 기준) |

| 순위 | 영화 제목        | 관객수(명) | 개봉일     | 비고 |
| ---- | ---------------- | ---------- | ---------- | ---- |
| 1    | 투캅스 2         | 636,047    | 1996.04.27 |      |
| 2    | 은행나무 침대    | 452,580    | 1996.02.17 |      |
| 3    | 꽃잎             | 213,979    | 1996.04.05 |      |
| 4    | 귀천도           | 200,570    | 1996.10.12 |      |
| 5    | 박봉곤 가출 사건 | 170,328    | 1996.09.21 |      |
| 6    | 돈을 갖고 튀어라 | 167,108    | 1995.12.16 |      |
| 7    | 리허설           | 160,141    | 1995.12.15 |      |
| 8    | 본 투 킬         | 132,261    | 1996.04.20 |      |
| 9    | 코르셋           | 114,777    | 1996.06.08 |      |
| 10   | 보스             | 101,078    | 1996.07.06 |      |